# Дюейнсбург (Нью-Йорк)
Дюейнсбург (англ. Duanesburg) — місто (англ. town) в США, в окрузі Скенектеді штату Нью-Йорк. Населення — 5863 особи (2020).

## Демографія
Згідно з переписом 2010 року, у місті мешкали 6122 особи в 2335 домогосподарствах у складі 1780 родин. Було 2533 помешкання
Расовий склад населення:
| - 97,7 % — білих - 0,4 % — чорних або афроамериканців - 0,4 % — азіатів - 0,1 % — корінних американців |

До двох чи більше рас належало 1,1 %. Частка іспаномовних становила 1,7 % від усіх жителів.
За віковим діапазоном населення розподілялося таким чином: 22,3 % — особи молодші 18 років, 65,3 % — особи у віці 18—64 років, 12,4 % — особи у віці 65 років та старші. Медіана віку мешканця становила 44,1 року. На 100 осіб жіночої статі у місті припадало 100,5 чоловіків; на 100 жінок у віці від 18 років та старших — 100,6 чоловіків також старших 18 років.
Середній дохід на одне домашнє господарство становив 92 518 доларів США (медіана — 84 127), а середній дохід на одну сім'ю — 96 557 доларів (медіана — 88 835). Медіана доходів становила 50 516 доларів для чоловіків та 40 438 доларів для жінок. За межею бідності перебувало 7,6 % осіб, у тому числі 16,0 % дітей у віці до 18 років та 2,5 % осіб у віці 65 років та старших.
Цивільне працевлаштоване населення становило 3649 осіб. Основні галузі зайнятості: освіта, охорона здоров'я та соціальна допомога — 20,6 %, роздрібна торгівля — 15,2 %, будівництво — 12,5 %, науковці, спеціалісти, менеджери — 11,3 %.